# 李佳 (1966年)
李佳（1966年1月—），女，汉族，四川仁寿人。中华人民共和国政治人物。乐山师范专科学校（今乐山师范学院）外语系英语专业、西南交通大学行政管理专业毕业，硕士研究生学历。曾任乐山市常务副市长、共青团四川省委书记、四川省委组织部常务副部长、中共资阳市委书记、资阳军分区党委第一书记。中共十七大、十八大代表，中国妇女九大、十大、十一大代表，全国妇联第十届、十一届执委，九届、十届四川省委委员，十一届四川省人大常委，四川省妇联第十届、十一届常委，资阳市三次党代会代表，资阳市二、三届人大代表。

## 生平
1984年9月至1987年7月，在乐山师范专科学校（今乐山师范学院）外语系英语专业学习。1985年11月加入中国共产党。1987年7月参加工作，任乐山财贸学校教师、团委书记。1991年3月至1991年9月，任共青团乐山市委工农青年部干事。1991年9月至1992年10月，任共青团四川省委研究室副主任干事。
1992年10月至1994年2月，任中共四川省委组织部党员管理处副科级、正科级组织员。1994年2月至1995年3月，任省委组织部机关党委主任科员。1995年3月至1998年10月，任机关党委副书记。1998年10月至2001年5月，任机关党委副书记兼老干部处处长。2001年5月至2002年9月，任机关党委副书记兼人事处处长。2002年9月至2004年4月，任省委组织部干部一处处长。2004年4月至2004年7月，任省委组织部部务委员兼干部一处处长。2004年7月至2005年6月，任部务委员兼干部二处处长。
2005年6月至2006年3月，任中共乐山市委常委、乐山市人民政府常务副市长兼乐山市国资委党委书记、乐山市行政学院院长。
2006年3月至2007年5月，任共青团四川省委书记、党组书记，四川省青年联合会名誉主席。2007年5月至2009年4月，任中共四川省委组织部常务副部长。
2009年4月至2009年7月，任中共资阳市委书记、资阳军分区党委第一书记。2009年7月至2012年1月，任中共资阳市委书记、资阳市人大常委会主任（其间：2009年9月-2011年6月在西南交通大学行政管理专业硕士研究生学习）、资阳军分区党委第一书记。2012年1月至2014年11月，任中共资阳市委书记、资阳军分区党委第一书记。

### 落马
李佳于2014年11月25日晚间被纪委带走，此前资阳市副市长赵涌涛、市长邓全忠、市人大常委会主任罗勤宏先后被查。2015年4月24日，四川省人民检察院以涉嫌受贿罪对李佳决定逮捕。同年7月28日，中共四川省委十届八次全会28日审议并通过了四川省纪律检查委员会关于何华章、邓全忠、李佳严重违纪问题的审查报告，确认四川省委常委会之前作出的给予三人开除党籍的处分。当时，李佳被羁押在内江市看守所，而时任内江市委书记的杨松柏曾前往探视她，还将其带出监舍吃饭，因此遭到中共四川省委免职查办。
2016年11月8日，四川省内江市中级人民法院一审以李佳犯受贿罪，判处其有期徒刑十四年，并处罚金人民币200万元，李佳当庭表示认罪服判。